# Aristovoulos Petmezas
Aristovoulos Petmezas (griechisch Αριστόβουλος Πετμεζάς, aus Kalavryta) war ein griechischer Sportschütze und Turner, der an den Olympischen Sommerspielen 1896 in Athen teilnahm. Er trat bei 3 Wettbewerben an: Beim Militärgewehr über 200 Meter, wo er nicht unter die ersten 13 kam, und bei der Dienstpistole über 25 Meter, wo er es ebenfalls nicht unter die ersten 13 schaffte. Außerdem trat er beim Turnen am Pauschenpferd an, wo er nicht unter die ersten zwei kam. Genaue Daten und Platzierungen sind nicht bekannt.